# Papa Leão VI
Papa Leão VI (Roma, c. 880 — Roma, c. fevereiro de 929), foi o 123.º Papa da Igreja Católica, nascido em Roma, eleito em 28 de maio de 928, por vontade dos Teofilactos para substituir João X; quinto papa do período conhecido como "pornocracia", foi eleito papa com o apoio e a influência de Teodora, a Maior; seu pontificado esteve dominado pela poderosa Marózia, filha de Teofilato I.
Nada se sabe da primeira fase de sua vida, exceto que seu pai chamava-se Cristovão e era um dignitário da corte papal. Antes de ser eleito papa era um cardeal presbítero da igreja de Santa Susana.
Eleito papa quando seu predecessor o Papa João X ainda estava vivo, mas na prisão, durante seu breve pontificado não constam fatos relevantes, exceto a sua própria morte, visto que teve morte violenta em dezembro de 928, assassinado por ordem de Marózia.
De sua obra permanece apenas uma carta aos bispos da Dalmácia, onde exorta a obedecer o Arcebispo de Split. Fez todo o possível para pacificar Roma e lutou contra os sarracenos e contra os húngaros.
Seu pontificado durou por pouco mais de sete meses, as datas exatas não são conhecidas. Ele foi sucedido pelo Papa Estêvão VII (928 ou 929-931).